# To Horio
Pour plus de détails, voir Fiche technique et Distribution.
To Horio (en grec moderne Το Χωριο, Le Village) est un court métrage d'animation fantastique grec réalisé par Stelios Polychronakis et sorti en 2010. C'est un film d'animation en volume. Le film a été sélectionné dans de nombreux festivals et a reçu plusieurs récompenses.

## Synopsis
Un médecin est appelé en urgence pour administrer des soins aux habitants d'un village reculé. Lorsqu'il arrive enfin à destination, il découvre le village entièrement désert. Faute d'autre patient, le médecin propose alors ses services aux seuls patients potentiels : les maisons elles-mêmes.

## Fiche technique
- Titre original :
- Titre anglais : The Village
- Réalisation : Stelios Polychronakis
- Scénario : Stelios Polychronakis
- Musique originale : Yiannis Psaroudakis
- Image : Dimitris Horianopoulos
- Montage : Frank Rosam
- Création des décors : Stelios Polychronakis
- Production : Stelios Polychronakis
- Sociétés de production : Graal, avec le concours du Centre du cinéma grec
- Pays :  Grèce
- Langue : grec moderne
- Budget : 63 000 euros (budget estimé)[1]
- Format : 1,85:1, couleur
- Durée : 14 minutes
- Date de sortie : 2010

## Accueil critique
Le film est projeté au Festival international du film d'animation d'Annecy en juin 2010 : c'est le premier film d'animation grec à être projeté à ce festival. Il est ensuite projeté en décembre 2010 au Festival international du film de Thessalonique. Il est projeté et remarqué par la critique dans une quinzaine d'autres festivals internationaux.

## Distinctions
To horio remporte le prix dans la catégorie Animation au Festival du film grec de Londres en 2011. Il remporte deux prix lors du Festival du court métrage dramatique en Grèce.

## Édition en vidéo
Le film est édité en DVD (zone 0) par Stelios Polychronakis en 2011, en version originale, avec des sous-titrages en français et en anglais.